# Jakob Locher
Pour les articles homonymes, voir Locher.
Jakob (ou Jacobus) Locher (dit Philomusus, né dans les derniers jours de juillet 1471 à Ehingen, mort le 4 décembre 1528 à Ingolstadt) est un dramaturge humaniste, philologue et traducteur bavarois.

## Biographie
Lorsqu'à partir de 1483 il fréquenta l'école de latin d'Ulm, il habitait chez son oncle, l’échevin Konrad Locher.
Jakob étudia ensuite à Bâle sous la direction de Sébastien Brant, puis en 1488 à Fribourg  sous la direction de Konrad Stürtzel et enfin s'inscrivit en 1489 à l'Université d'Ingolstadt. De 1492 à 1493 il accomplit un tour de l'Italie, mais ne passa de diplôme ni en Italie ni en Allemagne. En 1495 il regagna Fribourg, où deux ans plus tard le roi germanique Maximilien Ier le couronna Poète lauréat. En 1497 il publia les Opuscula: Panegyricus ad Maximilianum Tragoedia de Turcis et Soldano. Dialogus de heresiarchis chez l'imprimeur strasbourgeois Johann Grüninger.
En 1498 il prit la succession de Conrad Celtis à la chaire de Poésie et de Rhétorique à Ingolstadt, mais dès 1503, fâché avec le théologien Georg Zingel, il repartit à Fribourg, où il publia un pamphlet contre Zingel intitulé Apologia. Son anticonformisme (il prononçait ses conférences même les dimanches et les jours fériés) lui valut bien des inimitiés. Finalement amnistié par le Sénat de l'université de Fribourg, il repartit en 1506 à Ingolstadt . Là, il composa sa critique en trois volumes de la théologie scolastique intitulée Vitiosa sterilis Mulae ad Musam roscida lepiditate praeditam comparatio. Au cours des vingt années où Locher enseigna, l'Université d'Ingolstadt s'imposa comme le foyer de l'humanisme en Allemagne.
Il se maria au mois de septembre 1515. Quatre de ses fils moururent prématurément, et le dernier, Joachim, eut Johannes Eck comme tuteur.
Locher demeura fidèle à l'Église catholique, même après la proclamation de la Réforme, ce qui le classe dans la catégorie des « Vieux croyants ».
Outre sa Tragœdia de Thurcis et Suldano de 1497, Locher doit sa célébrité à la traduction latine qu'il donna de La Nef des Fous (Stultifera navis, 1497) de Sébastien Brant et de la première grande édition allemande des Œuvres du poète Horace (1498). Il composa également un manuel de grammaire Grammatica nova (1495), des pièces de théâtre et des poésies latines dans tous les genres classiques (hymnes, élégies et poésie lyrique).

## Emblème
Le roi Maximilien Ier anoblit à Ulm plusieurs de ses sujets le 12 mai 1497, au nombre desquels Conrad et son frère Berchtold, secrétaire de la chancellerie impériale, ainsi que les fils de Conrad, Sigmund et Jakob, déjà professeur de rhétorique à Bâle et Strasbourg, et enfin Barthélémy Locher, un cousin de Conrad. Maximilien leur donna pour armoiries celles de la lignée éteinte des seigneurs d'Epfingen bei Ehingen (une licorne bondissant par la moitié gauche). Gaspard et Balthasar Locher reçurent leurs lettres de noblesse le 23 janvier 1534. Le 24 janvier 1607, l'archiduc Maximilien III accordera à leur descendant, le Dr. Georg von Locher, l'hérédité du titre.